# Бомж. Без певного місця проживання
«Бомж. Без певного місця проживання» — радянський драматичний художній фільм 1988 року, знятий режисером Миколою Скуйбіним на кіностудії «Мосфільм».

## Сюжет
Проживши добру половину життя і згадавши про те, що десь в далекому провінційному містечку живе колишня дружина з уже дорослим сином, герой їде туди, де його не чекають і не пам'ятають…

## У ролях
- Володимир Стеклов — Віктор Лосєв, бомж, людина без певного місця проживання
- Сергій Харват — Віталій, син Віктора, «Лисий»
- Тамара Сьоміна — Тоня
- Валентин Мігунов — епізод
- Микита Астахов — Бобильов, дільничний міліціонер
- В. Биков — епізод
- П. Гржибовський — епізод
- М. Коробов — епізод
- Юрій Клєпіков — епізод
- А. Лебедєв — епізод
- С. Мосін — епізод
- С. Осипов — епізод
- І. Плосков — епізод
- Сергій Реусенко — Жорик Філатов, однокласник Віктора
- А. Рижиков — епізод
- В. Сенкевич — епізод
- Володимир Урсу — хлопець
- Юрій Харченко — співбутильник
- А. Чусов — епізод
- Сергій Шолохов — епізод
- Леонід Юхін — старий зі свинею
- Марія Виноградова — жінка в аеропорту

## Знімальна група
- Режисер — Микола Скуйбін
- Сценарист — Валерій Залотуха
- Оператор — Вадим Алісов
- Композитор — Олександр Гольдштейн
- Художник — Олександр Борисов